# Hejno bez ptáků (kniha)
Hejno bez ptáků je debutový filozofický román českého ekonoma a spisovatele Filipa Douška. Dvojsvazková kniha vyšla v roce 2012 ve vydatelství Toito. Autor ji vydal bez podpory nakladatelství a vytvořil pro ni originální propagační kampaň. Ta odstartovala ještě před vznikem knihy a budoucí čtenáři mohli sledovat proces autorovy tvorby.

## Vznik knihy
Filip Doušek psal dvojromán Hejno bez ptáků 12 let. Přestože šlo o debut, který za sebou neměl podporu známého nakladatelství, první náklad se rozprodal během dvou měsíců po uvedení titulu na trh. Autor zvolil alternativní způsob propagace – veřejně sdílel své zkušenosti z procesu psaní. Ještě před vydáním knihy založil fanouškovskou stránku románu na Facebooku, kde nasbíral před 2 500 fanoušků, a přednášel například na fóru Pecha Kucha night. Čtenáři mohli přes Facebook ovlivňovat některé scény knihy a pozvolna odhalovat její témata — jako „pravda je omyl“, „věrnost je lenost“ a „strach je kompas“. Rovněž vznikl knižní trailer a web.

## Forma
Hejno bez ptáků je dvojromán, který se skládá z bílého Příběhu a černé Knihy. Podle slov autora jde o dvě knihy, které nedávají smysl samostatně, ale jen v celku. Někteří kritici označují Hejno bez ptáků za dílo s přesahem do postmoderní literatury, které však stále zůstává věrné klasické románové formě. Struktura knihy je hravá, příběh ve třetí osobě je prokládaný pasážemi v ich-formě či filosofickými odbočkami, které se formou blíží akademickým textům.

## Obsah
Hejno bez ptáků je román o západní civilizaci a její slepé skvrně. A také o zrodu jiného myšlení, které od základu mění, kým můžeme být. Román vyšel ve dvou svazcích (Kniha a Příběh), přičemž je ponecháno na čtenáři, který otevře jako první.
Adam, doktorand statistiky v Cambridge, zkoumá spojitosti náhodných neštěstí na celém světě. Namísto kosmického řádu ale začíná nacházet cosi nečekaného: vlastní portréty, staré stovky let. Jak se mu vytrácí hranice mezi vědou, životem a mýtem, další zlověstná varování posilují obavy o rozum i o přítelkyni Ninu. Příběh lásky umírněné punkerky a zavilého matematika se prolíná s dějinami západního způsobu poznávání světa. Dějová linie vede čtenáře z Cambridge přes Prahu do Japonska a Himálaje, jen aby se vrátil do zákrutů své vlastní mysli. Tam narazí na podivnou slepou skvrnu, která brání zahlédnout svět jinou perspektivou, než k jaké jsme byli vychováni.

Ekonom Tomáš Sedláček o Hejnu bez ptáků řekl: 
| „ | „Kniha vzlétá do takové hloubky a je tak krásně napsaná, že strká s lehkostí do kapsy mnohé světové klasiky. Filosofie se líbá s dobrodružstvím, technika s básněmi, mystika s logikou v pnutí černé a bílé knihy, které jsou o všem (jen ne o černobílosti).“ | “ |

## Filozofie
Příběh Hejna bez ptáků prostupuje řada filosofických úvah. Autor čerpá z děl Aristotela, Nietzscheho, Diderota, Fibonacciho, Gödela a dalších významných filosofů a matematiků. Nachází paralely v umění, filosofii, v teorii množin či politice, a sleduje paradoxy lidského myšlení napříč dějinami – od antiky přes středověk až do současnosti. Hlavní filozofická linie srovnává dva diametrálně odlišné způsoby myšlení - paradigma objektů a vztahů. Myšlenky se čtenář dozvídá prostřednictvím hlavních postav. Skrze ně upozorňuje autor na logické nesrovnalosti a projevy západního, převážně objektového myšlení.

## Ocenění
Za grafické zpracování získal román ocenění Nejkrásnější kniha roku 2012, kterou uděluje Památník národního písemnictví. Obsadil 2. místo v kategorii Krásná literatura. Autorem grafického návrhu a sazby je Jakub Gruber. Oba knižní svazky jsou vázané uložené v netradičním papírovém boxu. Netradiční typografie nabízí například o 90° otočené mezikapitoly, které komentují děj bílého Příběhu z pozice záhadného vypravěče. Černá Kniha představuje deník hlavního hrdiny Adama. Text doplňují náčrtky a ilustrace, které vytvořil sám autor.

## Ohlasy v médiích
| „                                 | „Doušek své úvahy prezentuje ve vybroušené formě, umně napsané pečlivě vybraným jazykem. Jeho abstraktní zamyšlení jsou nejpřesvědčivější a nejvíce trefná, když se vztahují na chování jeho postav a na konkrétní situace, do kterých je staví.“ | “ |
| — Veronika Pehe, Literární noviny | |   |

| „              | Facebook není pouze místo pro propagaci Hejna bez ptáků, ale vytváří zároveň skvělou paralelu k jeho tématu. Modrý sociální svět totiž z podstaty představuje prostor založený čistě na vztazích – Facebook bez lidí „v přátelích“ neexistuje. To samé říká o světě i Adam – pravda je vztah, svět je vztah, vše je vztah. | “ |
| — Lógr Magazín | |   |

| „      | "pozoruhodný počin ve stylu západních bestsellerů" | “ |
| — Tvar |                                                    |   |